# Coppa dell'Asia Centrale 1992
La Coppa dell'Asia Centrale 1992 è stata la prima edizione del torneo disputato tra le nazionali di calcio dei paesi dell'Asia centrale. Il torneo si è svolto dal 1º giugno al 25 ottobre 1992 ed è stato vinto dal Kazakistan.

## Formula
Il torneo si è svolto secondo la formula del girone all'italiana, con partite di andata e ritorno.

## Storia
A seguito della dissoluzione dell'Unione Sovietica, le cinque repubbliche dell'Asia centrale aderirono inizialmente alla Comunità degli Stati Indipendenti, la quale partecipò al campionato europeo di calcio 1992 in Svezia, al termine del quale i suddetti paesi organizzarono le proprie federazioni calcistiche, che aderirono tutte e cinque all'AFC.
Al torneo presero parte le nazionali del Kazakistan, del Kirghizistan, del Tagikistan, del Turkmenistan e dell'Uzbekistan. Tuttavia, dopo il secondo turno il Tagikistan si ritirò dal torneo a causa di difficoltà finanziarie e dello scoppio della guerra civile, pertanto tutti i risultati delle partite disputate dalla nazionale tagika furono annullati.

## Classifica
| Pos | Squadra      | Pt       | G        | V        | P        | S        | RF       | RS       | DR       |
| --- | ------------ | -------- | -------- | -------- | -------- | -------- | -------- | -------- | -------- |
| 1.  | Kazakistan   | 9        | 6        | 3        | 3        | 0        | 7        | 3        | +4       |
| 2.  | Uzbekistan   | 7        | 6        | 3        | 1        | 2        | 12       | 6        | +6       |
| 3.  | Turkmenistan | 6        | 6        | 2        | 2        | 2        | 7        | 4        | +3       |
| 4.  | Kirghizistan | 3        | 6        | 1        | 1        | 4        | 3        | 16       | -13      |
| –   | Tagikistan   | ritirata | ritirata | ritirata | ritirata | ritirata | ritirata | ritirata | ritirata |

## Classifica marcatori
6 reti
- Azamat Abduraimov

2 reti
- Ruslan Duzmambetov
- Nikolay Kurganskiy
- Çariýar Muhadow
- Vitaly Zolotukhin
- Shukhrat Maqsudov
- Ulugbek Ruzimov